# Buxières-les-Mines
Buxières-les-Mines è un comune francese di 1 106 abitanti situato nel dipartimento dell'Allier della regione dell'Alvernia-Rodano-Alpi.

## Società

### Evoluzione demografica
Abitanti censiti